# John Deighton

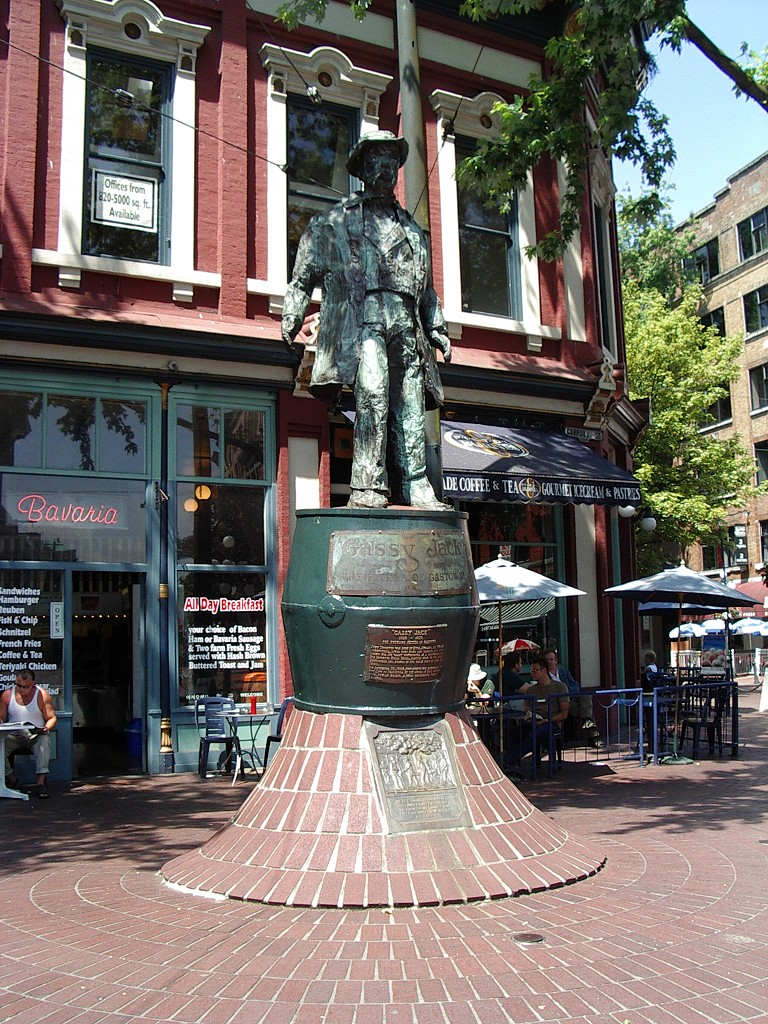
Estatua de Gassy Jack in Gastown, Vancouver.

John Deighton (noviembre de 1830 – 29 de mayo de 1875), también conocido por su seudónimo Gassy Jack, era un canadiense de origen británico nacido en Kingston upon Hull. Era el dueño de un bar localizado en lo que hoy es el barrio Gastown (en la ciudad de Vancouver), el cual tomó su nombre de él, o mejor dicho, de su apodo. Deighton era llamado Gassy Jack debido a su naturaleza habladora y su habilidad para contar historias.
 
Desde 1862 a 1867, Deighton tuvo un bar en New Westminster, Columbia Británica. Posteriormente, abrió otro en la zona sur de Burrard Inlet llamado el Globe Saloon. El edificio fue construido por trabajadores del aserradero de Hastings Mill a cambio de todo el whisky que pudieran beber en una sola ocasión. Sus clientes eran principalmente marineros y trabajadores del aserradero. El bar fue demolido cuando se trazaron los límites de Granville (poblado que terminaría por convertirse en Vancouver) y reconstruido después bajo el nombre de Deighton House. Su hermano Tom Deighton y la esposa de este se hicieron cargo del negocio en 1874 y John comenzó a trabajar manejando un buque de vapor navegando por el río Fraser. Sin embargo, después de una disputa familiar unos meses después John volvió a estar a la cabeza del bar, cargo que mantuvo hasta su muerte al año siguiente. Sus restos fueron enterrados en el Forest Lawn Cemetery, en New Westminster.